# Machaonia rysonii
Machaonia rysonii är en måreväxtart som beskrevs av John Duncan Dwyer. Machaonia rysonii ingår i släktet Machaonia och familjen måreväxter.
Artens utbredningsområde är Panamá. Inga underarter finns listade i Catalogue of Life.